# 23295 Brandoreavis
23295 Brandoreavis è un asteroide della fascia principale. Scoperto nel 2000, presenta un'orbita caratterizzata da un semiasse maggiore pari a 2,3131528 UA e da un'eccentricità di 0,1063551, inclinata di 8,96339° rispetto all'eclittica.